# Minamoto no Yorimitsu
Minamoto no Yorimitsu (源頼光, 944-1021), aussi connu sous le nom de Minamoto no Raiko, est un membre du clan Minamoto. Il est l'un des premiers Minamoto connu pour ses exploits militaires.
Ses loyaux services envers le clan Fujiwara lui ont permis de devenir le gouverneur de la province d'Izu et de la province de Kozuke. Yorimitsu a aussi commandé la garde impériale. Après la mort de son père, Yorimitsu a hérité le droit de gouverner la province de Settsu.

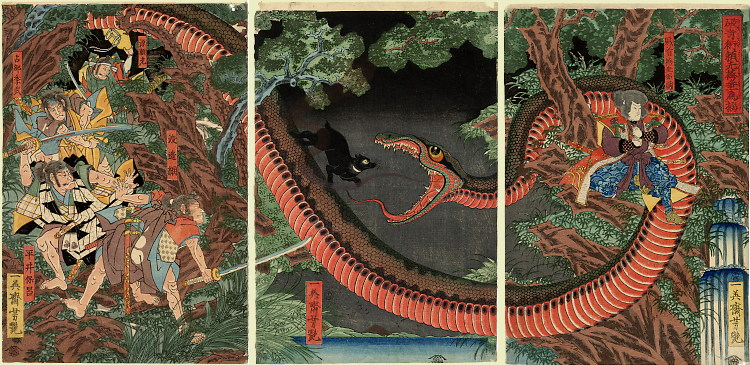
Yorimitsu et ses hommes combattant le bandit Hakamadare, qui est aidé par un serpent géant (Yoshitsuya Ichieisai).
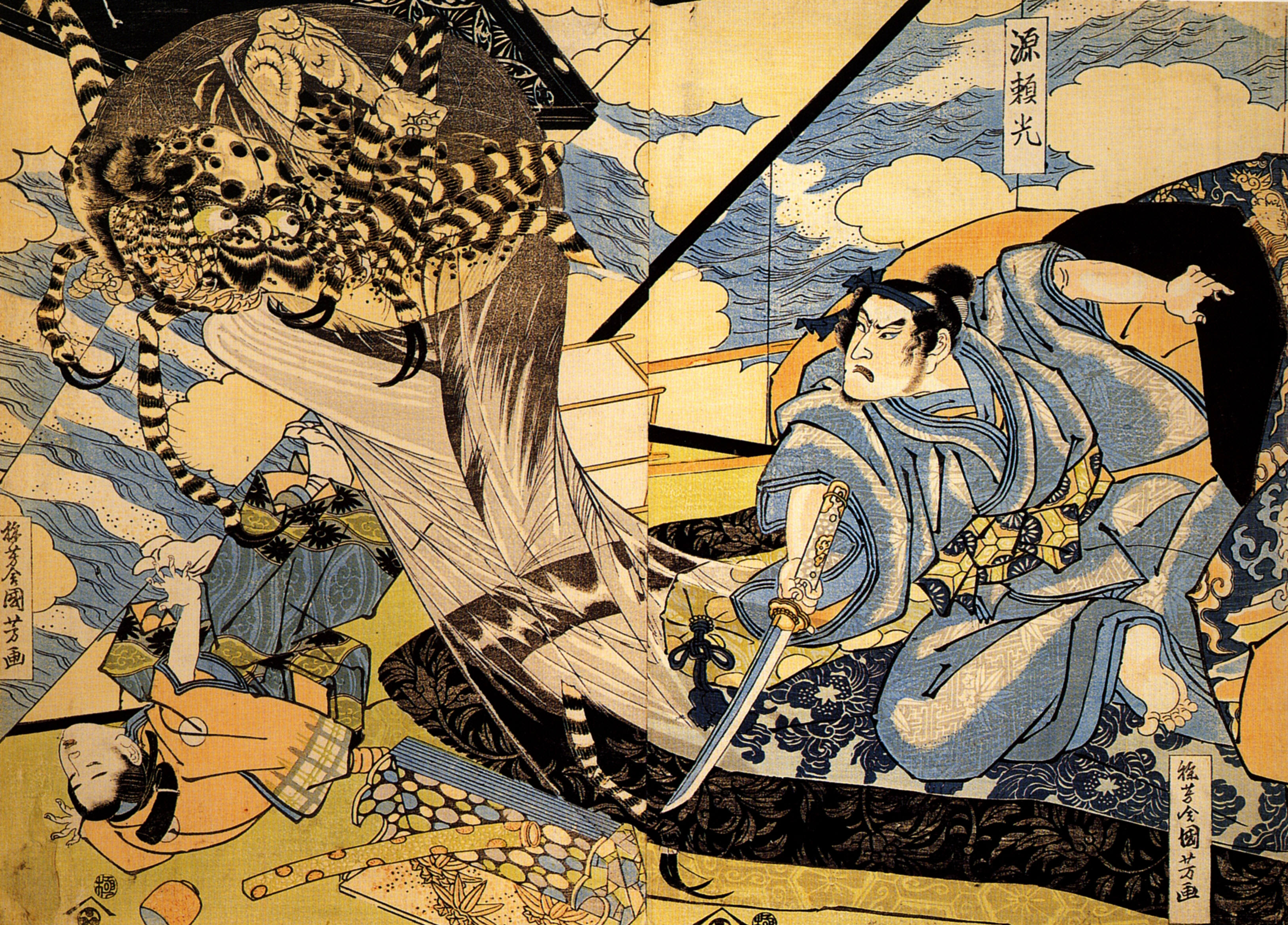
Minamoto Yorimitsu combattant contre une araignée géante (Utagawa Kuniyoshi).